# Wolfsholz
Die Ortslage Wolfsholz liegt im Wuppertaler Stadtbezirk Uellendahl-Katernberg im Wohnquartier Siebeneick. Der Name geht auf eine Flurbezeichnung bzw. Hofbezeichnung zurück.
Benachbarte Ortslagen sind Brink, Krieg, Schmitzhaus, Untenrohleder, Obenrohleder. Zu den abgegangenen Höfen zählen Elsternbusch und Schanze, in heutige Wohngebiete aufgegangene Wohnplätze sind Triebel, Metzmachersrath, Branger, Röttgen und Grenze.

## Geschichte
Im 19. Jahrhundert gehörte Wolfsholz zu der Bauerschaft Obensiebeneick in der Bürgermeisterei Hardenberg, die 1935 in Neviges umbenannt wurde. Damit gehörte es von 1816 bis 1861 zum Kreis Elberfeld und ab 1861 zum alten Kreis Mettmann. 
Im Gemeindelexikon für die Provinz Rheinland von 1888 werden ein Wohnhaus mit fünf Einwohnern angegeben.
Mit der Kommunalreform von 1929 wurde der südöstliche Teil von Obensiebeneick um Wolfsholz abgespalten und zusammen mit südlichen Dönberger Ortschaften in die neu gegründete Stadt Wuppertal eingemeindet, der Rest Obensiebeneicks verblieb zunächst bei Neviges. Durch die nordrhein-westfälische Gebietsreform kam Neviges mit Beginn des Jahres 1975 zur Stadt Velbert und das restliche Obensiebeneick wurde ebenfalls Wuppertal eingemeindet.
Eine Straße Wolfsholz wurde 1935 benannt.